# Seznam představitelů Mariánských Lázní
Seznam představitelů města Mariánské Lázně od roku 1812.

## Rychtáři a přednostové
- 1812–1817, Franz Josef Seidl, krejčí z Vlkovic, rychtář
- 1817–1820, Johann Lang, mistr barvířský z Bochova, rychtář
- 1821–1824, Pausch, ranhojič, přednosta
- 1821–1824, Wenzel Lippert, kupec, přednosta
- 1824–1843, Václav Skalník, umělecký zahradník, přednosta
- 1846–1848, Josef Dionys Halbmayr z Münchenu, přednosta
- 1848–1850, Dr. Josef Abel, lázeňský lékař z Řezna, přednosta

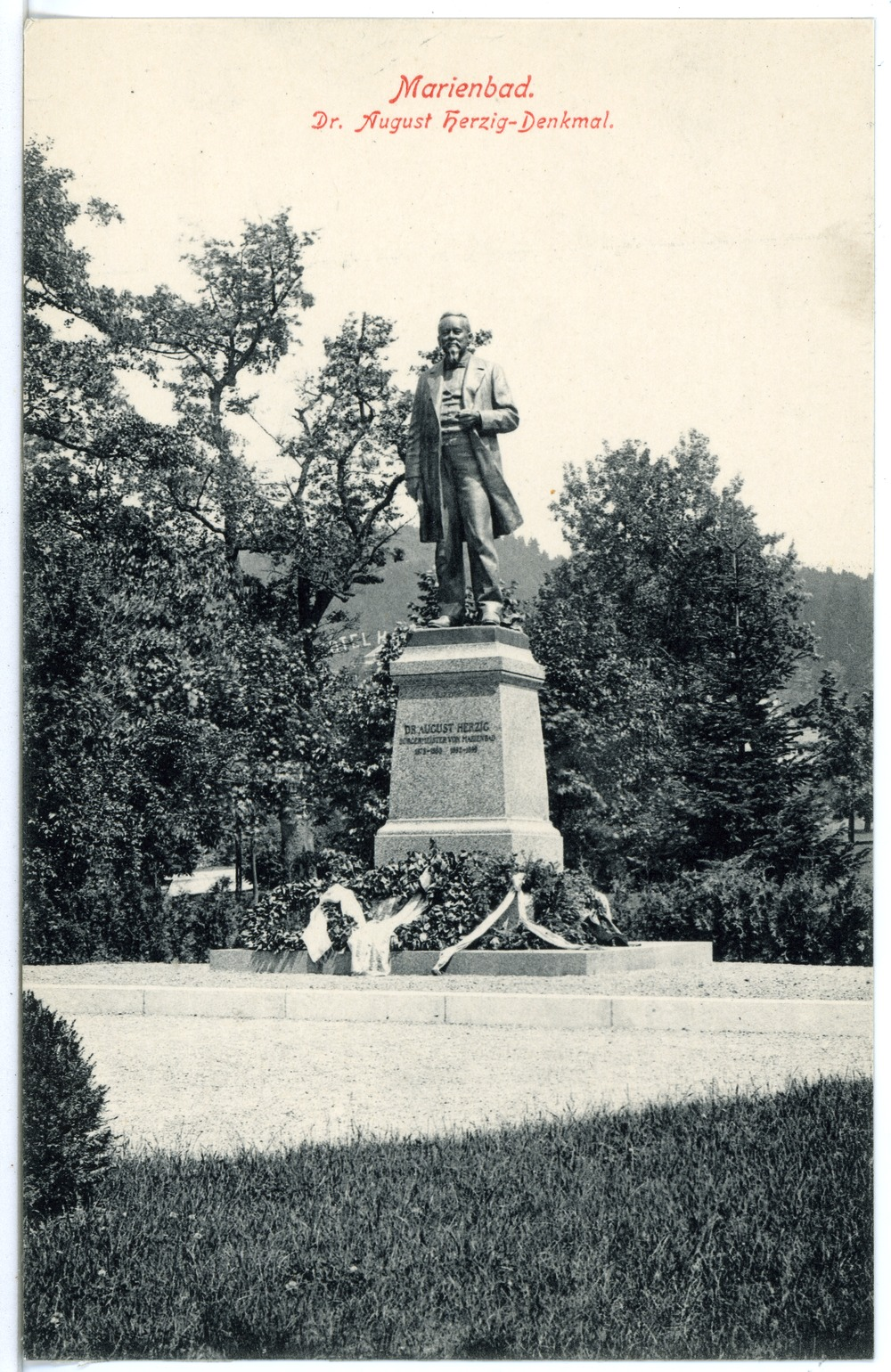
Zaniklá socha Augusta Herziga

## Starostové
- 1850–1856, Dr. A. Hanish, lékař-hoteliér, první starosta
- 1856–1861, Dr. A. Schneider, lázeňský lékař
- 1861–1864, Josef Dionys Halbmayr (podruhé)
- 1864–1867, Dr. A. Schneider (podruhé)
- 1867–1873, Josef Dionys Halbmayr (potřetí)
- 1873–1880, Dr. August Herzig, lázeňský lékař
- 1880–1892, Johann Kroha, hoteliér
- 1892–1899, Dr. August Herzig (podruhé)
- 1899–1905, JUDr. Franz Nadler, právník
- 1905–1907, JUDr. Wenzel Dietl, právník
- 1907–1915, JUDr. Heinrich Reiniger, právník
- 1915–1919, Johann Rubritius, hoteliér
- 1919–1933, MUDr. Hans Turba, distriktní lékař
- 1933–1938, Josef Turba, mistr cukrářský
- 1938–1945, JUDr. Otto Manner, právník

## Předsedové Městského národního výboru
- 6. 5. 1945, Kratochvíle, příchozí vězeň z Německa převzal vedení města
- květen 1945, Karel Tesař, představitel čes. menšiny, dočasný starosta
- od 28. 5. 1945, JUDr. František Skácelík, přebírající z pověření, správní komisař města
- od 1. 6. 1945, MUDr. Karel Weiner, předseda prozatímní MSK
- od 2. 7. 1945, Karel Hrouda, jmenovaný předseda MSK
- od 1. 9. 1945, Bohumil Kuželovský, jmenovaný předseda
- od 26. 5. 1946–1949, potvrzen řádnými volbami v květnu 1946, zvolený předseda
- krátce 1950,  JUC. Čermák, jmenovaný zástupce
- 1950–1951, František Hruška z Prahy, jmenovaný
- 1952–1956, Josef Mazanec, zvolený
- 1956–1960, Josef Dlouhý
- 1960–1964, Otakar Vašíček
- 1964–1968, Josef Holý
- 1968–1969, Vilém Stašek, úřadující místopředseda
- 1969–1981, Ing. Jan Příhoda
- 1981–1990, Ing. Rudolf Kopek

## Starostové po 1989
- 28. 6. 1990–1991, Karel Lucák
- 1991–1992, Ing. Zbyněk Martinek
- 1992–1994, Zdeněk Štěpánek
- 1994–1998, PhDr. Luděk Nosek
- 1998–2002, Mgr. Ellen Volavková
- 2002–2006, PhDr. Luděk Nosek (podruhé)
- 2006–2014, Zdeněk Král
- 2014–2015[1], Ing. arch.Vojtěch Franta
- 2015–2018[2], Ing. Petr Třešňák
- 2018–2022, Ing. Martin Kalina
- 2022– Martin Hurajčík